# Amer (Fluss)
Die Amer ist der unterste Flussabschnitt der Maas in den Niederlanden, Provinz Nordbrabant.

## Verlauf
Die Amer beginnt bei Geertruidenberg an der Einmündung der Donge in den im Jahre 1904 künstlich geschaffenen Abflussweg der Maas zum Hollands Diep, die so genannte Bergse Maas. Der Flussabschnitt ist etwa 12 Kilometer lang und bildet die südliche Grenze des Nationalparks De Biesbosch.
Schon 600 m nach der Donge mündet gegenüber als erster Rheinarm das Spijkerboor in die Amer, weswegen sie vom Rijkswaterstaat nicht speziell der Maas zugerechnet wird, sondern allgemein der südholländischen Rhein-Maas-Mündung. Andererseits schließt die niederländische Kilometrierung der Maas die Amer mit ein und endet mit km 262 an der Insel Anna-Jacominaplaat am Zusammenfluss von Amer und Nieuwe Merwede.
An der Amer liegen die Orte Drimmelen und Lage Zwaluwe.

## Hollands Diep
Mit diesem Zusammenfluss beginnt das Hollands Diep rund 45 Kilometer oberhalb der Mündung des südlichen Rheinarms ins Meer am Haringvlietdam. Wenn dessen Schleusen bei Niedrigwasser des Rheins geschlossen werden, münden Maas und Rhein ausschließlich (abgesehen vom östlichen Rheinarm IJssel) über den Nieuwe Waterweg in Rotterdam in die Nordsee. Dabei nimmt das Wasser der Maas den Weg aus dem Hollands Diep zum Nieuwe Waterweg bzw. dessen westlichem Teil het Scheur durch das Dordtsche Kil und die Oude Maas (Alte Maas).